# Храща
Храща (хорв. Hrašća) — населений пункт у Хорватії, в Загребській жупанії у складі міста Ястребарсько.

## Населення
Населення за даними перепису 2011 року становило 86 осіб.
Динаміка чисельності населення поселення:

## Клімат
Середня річна температура становить 10,44 °C, середня максимальна – 25,00 °C, а середня мінімальна – -6,54 °C. Середня річна кількість опадів – 983 мм.
| Клімат поселення                              | Клімат поселення | Клімат поселення | Клімат поселення | Клімат поселення | Клімат поселення | Клімат поселення | Клімат поселення | Клімат поселення | Клімат поселення | Клімат поселення | Клімат поселення | Клімат поселення | Клімат поселення |
| Показник                                      | Січ.             | Лют.             | Бер.             | Квіт.            | Трав.            | Черв.            | Лип.             | Серп.            | Вер.             | Жовт.            | Лист.            | Груд.            |                  |
| Середній максимум, °C                         | 6,24             | 8,44             | 12,91            | 17,21            | 21,86            | 25,00            | 24,38            | 23,69            | 19,99            | 14,67            | 8,97             | 4,79             |                  |
| Середня температура, °C                       | −0,16            | 2,04             | 6,51             | 10,82            | 15,46            | 18,59            | 20,30            | 19,62            | 15,92            | 10,60            | 4,88             | 0,71             |                  |
| Середній мінімум, °C                          | −6,54            | −4,35            | 0,11             | 4,42             | 9,06             | 12,20            | 16,22            | 15,53            | 11,84            | 6,52             | 0,82             | −3,37            |                  |
| Норма опадів, мм                              | 55               | 53               | 67               | 74               | 82               | 102              | 92               | 95               | 96               | 96               | 98               | 73               |                  |
| Середньомісячна швидкість вітру, м/с          | 1.50             | 1.70             | 2.10             | 2.00             | 1.89             | 1.70             | 1.70             | 1.50             | 1.47             | 1.50             | 1.60             | 1.59             |                  |
| Середньомісячна сонячна радіація, кДж/м²·день | 4123             | 6856             | 10439            | 14963            | 19125            | 20985            | 21985            | 18969            | 14004            | 8657             | 4542             | 3343             |                  |
| --------------------------------------------- | ---------------- | ---------------- | ---------------- | ---------------- | ---------------- | ---------------- | ---------------- | ---------------- | ---------------- | ---------------- | ---------------- | ---------------- | ---------------- |
| Джерело:                                      |                  |                  |                  |                  |                  |                  |                  |                  |                  |                  |                  |                  |                  |